# Großsteingräber bei Gnoien
Die Großsteingräber bei Gnoien waren zwei megalithische Grabanlagen der jungsteinzeitlichen Trichterbecherkultur (TBK) bei Gnoien im Landkreis Rostock (Mecklenburg-Vorpommern). Sie wurden um 1840 zerstört. Die genaue Lage der Gräber ist nicht überliefert. Auch über Ausrichtung, Maße und Typ liegen keine Informationen vor. Bei der Zerstörung einer Anlage wurden ein trichterbecherzeitliches dünnblattiges Beil aus Feuerstein und eine Axt aus bläulich-weißem Sandstein gefunden. Letztere ist der jungneolithischen Einzelgrabkultur zuzuordnen und dürfte aus einer Nachbestattung stammen. Beide Gegenstände wurden dem Verein für mecklenburgische Geschichte und Altertumskunde übereignet. Das Beil ist nicht erhalten, die Axt gehört heute zur Sammlung des Archäologischen Landesmuseum Mecklenburg-Vorpommern in Schwerin.